# Entosthodon laxus
Entosthodon laxus là một loài Rêu trong họ Funariaceae. Loài này được (Hook. f. & Wilson) Mitt. mô tả khoa học đầu tiên năm 1856.